# Distretti congressuali del Rhode Island

Distretti congressuali del Rhode Island

Lo Stato del Rhode Island è diviso in 2 distretti congressuali, ognuno rappresentato da un delegato alla Camera dei rappresentanti degli Stati Uniti.
I distretti sono tutti attualmente rappresentati al 119º Congresso degli Stati Uniti d'America da democratici.

## Distretti e rispettivi rappresentanti
| Distretto | Rappresentante | Partito     | CPVI | In carica dal    | Mappa del distretto |
| --------- | -------------- | ----------- | ---- | ---------------- | ------------------- |
| 1°        | Gabe Amo       | Democratico | D+12 | 13 novembre 2023 |                     |
| 2°        | Seth Magaziner | Democratico | D+4  | 3 gennaio 2023   |                     |

## Cronologia delle configurazioni
Le tabelle riportano le mappe dei confini dei distretti congressuali dello stato del Rhode Island, presentati in maniera cronologica. Vengono mostrati tutti i cicli di modifica periodica dei distretti dal 1973 ad oggi.
| Anno      | Cartina dello stato |
| --------- | ------------------- |
| 1973–1982 |                     |
| 1983–1992 |                     |
| 1993–2002 |                     |
| 2003–2013 |                     |
| 2013-2023 |                     |
| Dal 2023  |                     |

## Distretti obsoleti
- Distretto congressuale at-large del Rhode Island
- 3º Distretto congressuale del Rhode Island